# Ibn Sabil
Ibn Sabil (àrab: الرحلة الكبرى, Ar-rihla al-kubrà, ‘El gran viatge’) estrenada en francès com Le Grand Voyage, és una pel·lícula marroquina de comèdia dramàtica del 1981 dirigida per Mohamed Abderrahman Tazi.

## Sinopsi
La pel·lícula mostra les peripècies d'un jove que ha de conduir un camió carregat de dàtils des d'Inezgane, al sud del país, fins a Tànger.

## Repartiment
- Ali Hassan
- Nadia Atbib
- Jilali Farhati

## Recepció
Fou projectada a la II edició de la Mostra de València del 1981, on va obtenir una menció especial. També va guanyar el premi al millor guió i al a millor imatge al Festival Nacional del Cinema de Rabat del 1982.